# ORCID
研究者和贡献者开源识别（英語：Open Researcher and Contributor ID，简称ORCID）是一种专有的字母及数字代码，用來給科学家、学术作者、贡献者等一個具有唯一性的識別碼。ORCID設計出來，是因為某些在科学文献或出版物上有作者有著相同人名、因為而改名、姓名顺序上的文化差异、姓名缩写、使用不同的文字系统……等狀況，作者們需要一個識別碼。它为一个人提供一个持久的身份，类似为数字网络上的内容相关实体创建数字对象标识符（DOI）。
ORCID组织提供一个开放、独立的注册表，旨在成为研究和学术出版领域中贡献者识别的事实标准。2012年10月16日，ORCID启动其注册服务，并开始发布用户标识符。

## 开发和启动
ORCID最早被称为“研究者和贡献者开源识别倡议”（Open Researcher Contributor Identification Initiative）。软件的原型开发改编自汤森路透使用的ResearcherID系统。该注册表现在是一个独立的非营利组织——ORCID, Inc.，2010年8月在美国特拉华州注册成立。其执行董事Laure Haak在2012年4月被任命。截至2015年，董事会由CrossRef的Ed Pentz担任主席。ORCID可自由使用并可与其他ID系统互操作。ORCID于2012年10月16日启动注册服务并开始发布用户标识符。在形式上，ORCID ID是URI形式，例如John Wilbanks的ORCID是https://orcid.org/0000-0002-4510-0385。不过，一些发布者使用短格式，例如“ORCID: 0000-0002-4510-0385”。
ORCID是國際標準名稱識別碼（ISNI）的一个子集，在國際標準化組織（遵循ISO 27729）的支持下两个组织正在合作。ISNI唯一性识别图书、电视节目和報紙的撰稿者，并保留了一个标识符块供ORCID使用，范围从0000-0001-5000-0007至0000-0003-5000-0001。因此，一个人可能合法地同时拥有一个ISNI和一个ORCID——相当于，两个ISNI。
ORCID和ISNI都使用16个字符的标识符，使用数字0–9并通过连字符分隔为4个组。最后一个字符可能是字母“X”，表示数值“10”（例如Nick Jennings的ORCID是https://orcid.org/0000-0003-0166-248X），这是为符合MOD 11-2校验码的ISO/IEC 7064:2003标准。
一个ORCID账户Josiah Carberry存在于https://orcid.org/0000-0002-1825-0097，可供测试和作为范例。

## 使用
ORCID的目的是帮助“从科学过渡到科学，在不断增长的学术文献中挖掘出隐藏的关联和想法。”另一个使用建议是“为每个研究人员提供‘不断更新’的数字简历，提供远超简单的出版物清单的科学贡献概况”。其设想是其他组织使用开放访问的ORCID数据库构建自己的服务。
《自然》杂志的一篇社论指出，ORCID除了能标出科学家对论文的贡献，“还可以用于数据集的生成、评论他们同事的博客文章或未发表的论文草稿，维基百科条目的编辑等领域。”
2014年4月，ORCID宣布计划与信息管理标准研究推进联盟合作，记录和认可经过同行評審的贡献。
在2016年1月1日的一封公开信中，皇家学会、美國地球物理聯盟、Hindawi、电气电子工程师学会、PLOS和《科学》期刊承诺，要求旗下期刊的所有作者一个ORCID iD。

## 会员、赞助商和注册人
截至2013年底，ORCID已有111个会员组织和超过46万注册会员。在2014年11月15日，ORCID宣布达到百万名注册会员。截至2016年8月30日，ORCID报告称注册账户已达到2,505,533。组织会员包括许多研究机构，例如加利福尼亞理工學院和康奈尔大学和以及出版商，例如愛思唯爾、施普林格科学+商业媒体、約翰威立和自然出版集团。也有一些商业公司，例如汤森路透、学术界和资助机构。
一些资助团体（例如惠康基金会）也开始规定，资助申请人要提供一个ORCID标识符。

### 国家实施
在某些国家、联盟，作为合作伙伴的政府正在国家层面实施ORCID。例如在意大利，70所大学和4个研究中心正在意大利大学校长会议（CRUI）和国家大学和研究所评估机构（ANVUR）的支持下在一个Cineca实施的项目下合作。在澳大利亚，政府的国家卫生和医学研究理事会（NHMRC）和澳大利亚研究理事会（ARC）“鼓励所有申请资助的研究者有一个ORCID标识符”。

## 集成

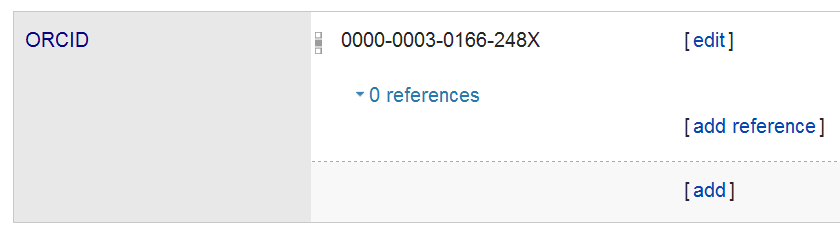
维基数据项目中Nick Jennings的ORCID

除了会员、赞助商、期刊和出版商在它们的工作流程或数据库中包含ORCID，其他服务也可以这样做。范例：神经科学杂志、施普林格出版社、辛迪维出版公司、欧洲PubMed中心、日本國立情報學研究所的研究员名称解析器，以及维基百科、维基数据等也都有使用。
一些服务已经创建了工具来导出到或导入自ORCID。这包括斯高帕斯数据库、Figshare、Thomson Reuters的ResearcherID系统、Researchfish、大英图书馆（为其EThOS论文目录）、ProQuest（为其ProQuest Dissertations and Theses服务）以及Frontiers Loop。
第三方工具允许将内容从其他服务迁移到ORCID，例如适用于Mendeley的Mendeley2ORCID。
一些ORCID数据也可检索为RDF/XML、RDF Turtle、XML或JSON格式。ORCID使用GitHub作为其代码仓库。